# کلبه کریسمس
خانه‌ای برای کریسمس توماس کینکید ، (به انگلیسی: Christmas Cottage) که همچنین با نام کلبه کریسمس توماس کینکیدنیز شناخته شده ، فیلمی محصول سال ۲۰۰۸ به کارگردانی مایکل کمپوس است.
ستاره این فیلم ، جرد پادالکی ایفاگر نقش نقاش معروف توماس کینکید است.ازدیگر بازیگران این فیلم میتوان به پیتر اوتول ، مارسیا گی هاردن و آرون اشمور اشاره کرد.
این فیلم در اصل قرار بود که در دسامبر سال ۲۰۰۷ منتشر شود اما به علت ویرایش نهایی موسیقی و حق نشر آن تا نوامبر ۲۰۰۸ به تعویق افتاد.

## بازیگران
- جرد پادالکی به عنوان توماس کینکید
- آرون اشمور به عنوان پت کینکید
- مارسیا گی هاردن به عنوان ماری ان کینکید
- ریچارد بورگی به عنوان بیل کینکید
- پیتر اوتول به عنوان گلن وسمن
- جینا هولدن به عنوان هوپ
- چیلان سیمونز به عنوان خانم پلیسرویل ۱۹۷۷
- تیگن موس به عنوان نانت
- کریس الیوت به عنوان ارنی
- کیرستن وارن به عنوان تانیا خانم پلیسرویل ۱۹۷۴
- جی برازائو به عنوان آقای رزا
- جفری لوئیس به عنوان بوچ
- مالکوم استوارت به عنوان لوید
- گابریل رز به عنوان اِوِلین
- ریچارد مول به عنوان جیم بزرگ
- شارلوت را به عنوان وستا
- چانگ چنگ به عنوان آقای چانگ
- نانسی رابرتسون به عنوان معاون هورن بوکل
- اد اسنر به عنوان سیدنی